# 26-2
«26-2» — музыкальная композиция американского джазового музыканта Джона Колтрейна. Песня была записана Колтрейном в 1960 году, но через десять лет была выпущена лейблом Atlantic Records в альбоме под названием Coltrane Legacy. Ритм-секция состояла из Маккоя Тайнера на фортепиано, Стива Дэвиса на басу и Элвина Джонса на барабанах. Сама по себе композиция является аналогом мелодии Чарли Паркера Confirmation с небольшими изменениями в сменах гармонии и аккордов, которые Колтрейн использует в ряде его композиций — это также и гармонические модификации, широко известные, как Coltrane Changes, которые Джон впервые представил в песне Giant Steps. «26-2» является одним из нескольких контрафактов Колтрейна, включая и другие, такие как Countdown (из альбома Giant Steps — на основе композиции Майлза Дэвиса — Tune Up и Satellite из альбома Coltrane’s Sound — на основе аккордовой последовательности из How High The Moon). Колтрейн играет мелодию за первым разом на тенор-саксофоне и позже переключается на сопрано-саксофон, играя на нём мелодию за последним разом на версии, которая была записана на альбом.